# Henry Royds Pownall

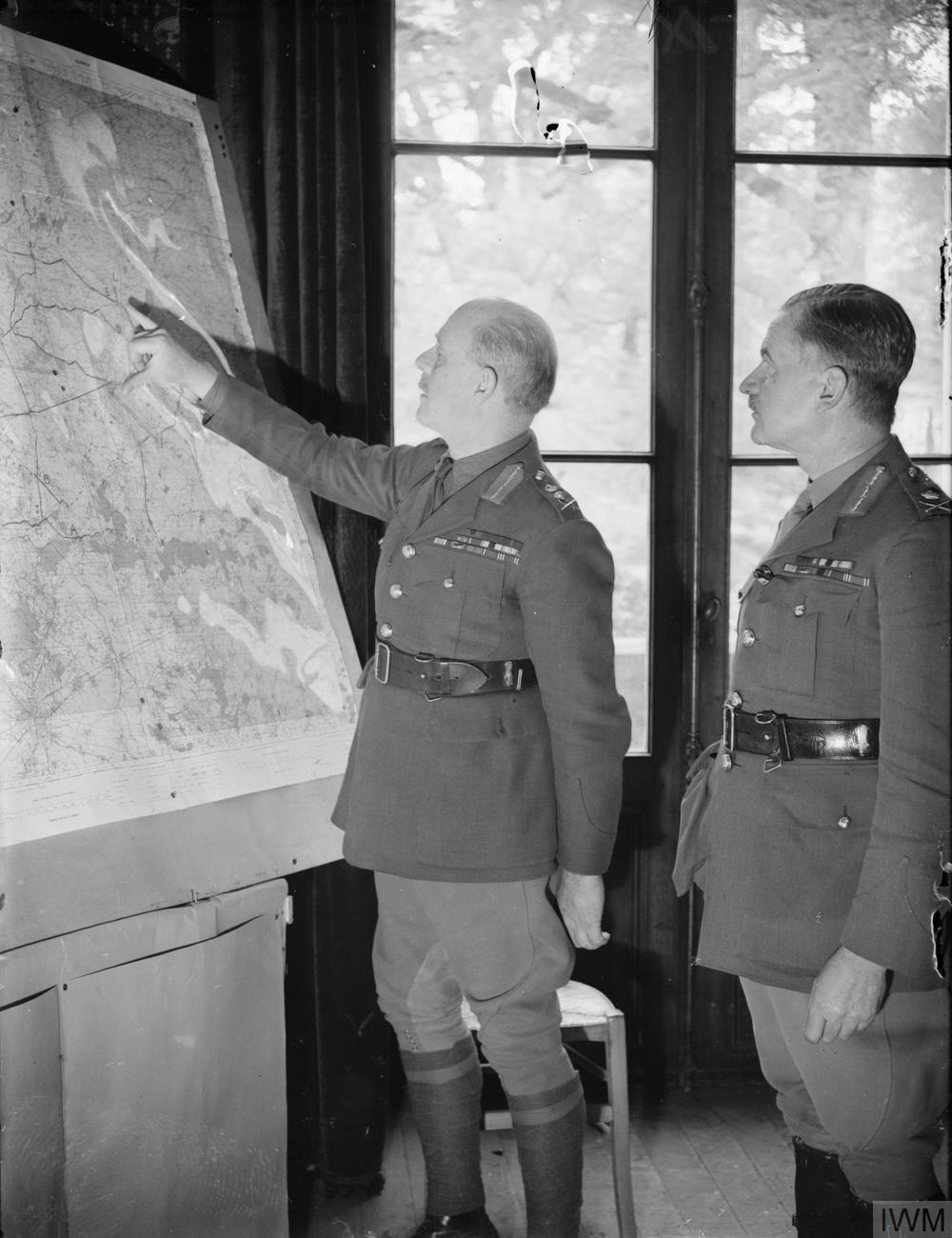
Lord Gort (vänster) och generallöjtnant Henry Royds Pownall studerar en karta den 26 november 1939

Sir Henry Royds Pownall, född 19 november 1887, död 10 juni 1961, var en brittisk generallöjtnant. Han var bl.a. stabschef för British Expeditionary Force i Frankrike under andra världskriget. Denna post höll han till Frankrikes fall i maj 1940. Senare var han stabschef till general Archibald Percival Wavell i Singapore under 1942, chef för den brittiska armén på Ceylon mellan 1942 och 1943, överbefälhavare för de brittiska soldaterna i Irak och Persien under 1943 och stabschef åt Lord Mountbatten mellan 1943 och 1944.
Han deltog även i första världskriget vid striderna i Belgien och Frankrike.
Pownall pensionerades efter andra världskrigets slut 1945.